# Der Struwwelpeter
Der Struwwelpeter (de l'allemand, « Pierre l'Ébouriffé »), traduit par Crasse-Tignasse ou par Amusantes histoires et plaisantes images pour enfants de 3 à 6 ans du Dr Heinrich Hoffmann, est un livre allemand d'histoires courtes en vers, publié en 1844. Son auteur, Heinrich Hoffmann (1809-1894), est un psychiatre, écrivain et auteur de livres pour enfants. Sous forme humoristique, il s’agit d’un vrai recueil de leçons de morale pour enfants, sur ce qu’il ne faut pas faire, allant de mal se tenir à table à se moquer des étrangers, en passant par faire du mal aux bêtes, etc. Le livre a été traduit dans plusieurs langues. On peut le trouver (ou en trouver des extraits) chez de nombreux pédopsychiatres allemands.

## Le titre et sa traduction en français
Le héros du livre est personnifié par la figure du Struwwelpeter [chtrouvelpétère], en français : « Pierre l’ébouriffé », un enfant désobéissant qui ne se laisse couper ni ongles ni cheveux.
En France, le livre a été traduit sur la 360e édition du livre de Dr Heinrich Hoffmann et édité en 1872 chez Sandoz et Fischbacher à Paris par Trim sous le titre : Pierre l'ébouriffé : joyeuses histoires et images drôlatiques pour les enfants de 3 à 6 ans.

## Liste des histoires
1. Struwwelpeter
2. Die Geschichte vom bösen Friederich (L’histoire du méchant Frédéric)
3. Die gar traurige Geschichte mit dem Feuerzeug (La très triste histoire avec le briquet)
4. Die Geschichte von den schwarzen Buben (L’histoire des garçons noirs)
5. Die Geschichte von dem wilden Jäger (L'histoire du chasseur sauvage)
6. Die Geschichte vom Daumenlutscher (L'histoire du suceur de pouce)
7. Die Geschichte vom Suppen-Kaspar (L’histoire du Gaspard-à-la-soupe)
8. Die Geschichte vom Zappel-Philipp (L'histoire de Philippe-le-surexcité)
9. Die Geschichte von Hans Guck-in-die-Luft (L'histoire de Jean Tête-en-l'air)
10. Die Geschichte vom fliegenden Robert (L'histoire de Robert-le-volant)

## Naissance duStruwwelpeter
Le Struwwelpeter fut conçu à l'occasion des fêtes de Noël de l'année 1844. Heinrich Hoffmann souhaitait se procurer un beau livre d'images à offrir à son fils Carl, âgé de trois ans, mais ce qu'il trouva dans les différents magasins et librairies de Francfort ne le satisfit pas. C'est ainsi qu'il décida d'acheter un cahier vierge et d'y inscrire ses propres histoires et illustrations : le Struwwelpeter était né. Une fois le livre terminé, Heinrich Hoffmann l'offrit simplement à son fils, mais quelques-uns de ses amis, qui avaient eu l'occasion de voir eux aussi l'ouvrage, furent tellement impressionnés par le travail du docteur qu'ils s'efforcèrent de le convaincre de le publier. Au début, Hoffmann refusa catégoriquement d'envisager une publication : il n'avait jamais pensé à faire un tel usage de son livre, et n'avait aucune intention de se lancer dans une activité d'écrivain ou de dessinateur pour enfants.
C'est sur l'intervention d'un ami éditeur, Zacharias Löwenthal, qu'Heinrich Hoffman se laissa finalement persuader de publier le livre. Il accepta de suivre le conseil de son ami mais décida d'utiliser un nom d'emprunt (Reimerich Kinderlieb) car il souhaitait rester anonyme. La première version imprimée apparut en 1845 sous le titre Lustige Geschichten und drollige Bilder mit 15 schön kolorierten Tafeln für Kinder von 3-6 Jahren (Histoires drôles et images cocasses avec 15 jolis tableaux colorés pour les enfants de 3 à 6 ans). Le livre ne prit le nom de Struwwelpeter, sous lequel il se rendit célèbre, qu'à partir de 1847, avec la troisième édition.
Le Struwwelpeter devint rapidement célèbre en Allemagne, avant que le succès ne se propage aux pays étrangers. Les histoires courtes du docteur Hoffmann furent traduites en de nombreuses langues. Ainsi en Angleterre, la première traduction parut dès 1848, sous le nom « Slovenly Peter ».

## La signification du livre
Dans son livre, Heinrich Hoffmann raconte les histoires d'enfants turbulents qui se jouent des règles imposées par leurs parents et s'illustrent par des actes de désobéissance, de moquerie ou encore de maltraitance envers les animaux. Autant d'exemples de mauvais comportements attribués à l'enfance, et qu'Hoffmann met en scène au travers d'illustrations délirantes et de textes en rimes à la fois drôles et cruels. En effet, dans chaque histoire, les enfants mal élevés subissent des punitions toutes plus terribles et effrayantes les unes que les autres. Par exemple, dans « L'Histoire Effroyable de Pauline et des Allumettes », une petite fille qui ne peut s'empêcher de jouer avec des allumettes finit par mettre le feu à sa robe et se retrouve réduite en tas de cendres. Dans « L'Histoire du Suceur de Pouce », une mère excédée prévient son fils Konrad qu'il ferait mieux de cesser de se sucer les pouces, sans quoi un tailleur viendra les lui couper. La mère s'absente, laissant son fils seul. Ce dernier se révèle bien entendu incapable de respecter les consignes de sa mère, et c'est alors que le tailleur surgit avec une énorme paire de ciseaux et sectionne les deux pouces du pauvre Konrad.
Le nom du livre, Struwwelpeter, est aussi le titre de la première histoire : un jeune garçon, Pierre, refuse catégoriquement de se laisser peigner, couper les ongles ou les cheveux. Il se laisse donc pousser les cheveux et les ongles pendant des mois, jusqu'à arborer une véritable crinière sur la tête et des griffes au bout des doigts. Si bien qu'il se retrouve au ban de la société, rejeté par sa famille et ses amis.
La particularité de ces histoires courtes réside bien entendu dans leur cruauté. Le but d'Heinrich Hoffmann était en réalité de choquer les jeunes enfants afin de leur inculquer les règles de base de la politesse et de la bienséance. À la fin de chaque histoire se trouve ainsi une morale énoncée en termes simples et évocateurs, à travers le mauvais comportement d'enfants que l'on érige en contre-exemples, victimes de cruelles punitions à même d'inciter les jeunes lecteurs à se comporter en enfants modèles.
Mais le Struwwelpeter contient également d'autres types de leçons morales autour de thèmes graves tels que le racisme ou l'anorexie. L'une des histoires (« L'Histoire des Garçons Noirs »), trois garnements passent leur temps à importuner un pauvre garçon noir. Les trois vauriens sont alors attrapés par le grand Niklas, sorte de figure paternelle, qui les empoigne et les plonge dans un tonneau d'encre. Il les rend ainsi plus noirs encore que le garçon qu'ils chahutaient sans cesse, afin que cela leur serve de leçon.
Autre exemple : « L'Histoire de Kaspar qui ne mangeait jamais de Soupe ». Il s'agit de l'histoire de Kaspar, un garçon fort et en bonne santé qui proclame soudain qu'il n'avalera plus jamais la moindre goutte de soupe. Cinq jours plus tard il est devenu si maigre et faible qu'il meurt brutalement.
Malgré la cruauté et la dureté de ces histoires, il convient de ne pas limiter la portée du livre d'Hoffmann à de simples leçons morales. Le Struwwelpeter est aussi lié à certaines réflexions autour de l'idée d'éducation dans les classes moyennes. Certains pensent que l'idéal d'éducation propagé par Goethe et Jean-Jacques Rousseau a pu être réinterprété au travers du livre d'Hoffmann.

## Le regard porté aujourd'hui sur leStruwwelpeter
Plus de 150 ans après son apparition, le Struwwelpeter jouit toujours d'une belle réputation dans les pays anglo-saxons, surtout en Allemagne. Un musée du Struwwelpeter a même été ouvert à Francfort-sur-le-Main (la ville où vécut Heinrich Hoffmann) en 1977. Ce musée ne contient pas uniquement des livres, des dessins ou des documents sur le Struwwelpeter ou sur la vie de Heinrich Hoffmann. On peut  également y trouver un théâtre pour enfant ainsi qu'une fondation venant en aide aux personnes victimes de troubles psychologiques, Hoffmann lui-même ayant été profondément impliqué dans ces questions au travers de sa profession de psychiatre.
Le succès du Struwwelpeter depuis sa création et jusqu'à aujourd'hui n'est pas démenti. Il a été traduit dans plus de 35 langues comme le chinois ou l'afrikaans. 
Mais un tel succès comporte bien évidemment sa part de controverse, en raison de la cruauté et du sadisme caractérisant les différentes histoires. Beaucoup considèrent que le propos du livre est trop dur et critiquent le fait que le Struwwelpeter fait plus ou moins l'apologie d'une éducation stricte, sévère et rigide, qui n'a plus lieu d'être aujourd'hui.
À cet égard, Heinrich Hoffmann fut l'un des fondateurs de la pédagogie « psychologiquement répressive » et tenait tout particulièrement à se détacher de la tradition des contes fantastiques comme ceux qui firent la renommée des frères Grimm.
Quoi qu'il en soit, le Struwwelpeter reste l'un des personnages les plus célèbres de la littérature enfantine. Des générations d'enfants se souviennent avec effroi des terribles punitions infligées aux garnements de ce livre, qui perpétue à travers les âges des modèles aujourd'hui désuets de la pédagogie enfantine.

## Imitations et parodies
Le Struwwelpeter rencontra un tel succès qu'il fut bien sûr copié ou imité. En 1890 apparut une « Struwwelliese », version féminine du Struwwelpeter. Il y eut aussi un Struwwelpeter égyptien et même un « Struwwelhitler », une parodie anglaise satirique créée pour soutenir les troupes anglaises et les victimes des bombardements allemands outre-manche durant la Seconde Guerre Mondiale.
Certaines comédies musicales et pièces de théâtre s'appuyant sur l'histoire du Struwwelpeter furent également produites. Mais aucune d'entre elles ne put réitérer le succès rencontré par Heinrich Hoffmann avec son Struwwelpeter. Hoffmann lui-même publia cinq autres livres pour enfants par la suite, mais il ne parvint jamais à en vendre autant que le premier qu'il avait conçu un jour de décembre 1844.
La chanson Hilf Mir du groupe de metal industriel allemand Rammstein, présente dans l'album Rosenrot sorti en 2005, s'inspire de la comptine La très triste histoire avec le briquet.
Une adaptation de Struwwelpeter: Die Rückkehr en bande dessinée par David Füleki est parue en 2009 chez Tokyopop.

## Traductions
Les traductions ne sont pas officielles[Qui ?].
Le superflu des phrases, l'ordre des mots, l'étrangeté de certaines expressions (comme « avec sa bouche », « mit seinem Mund » : cette précision est inutile et devrait être logiquement « avec sa gueule », « mit seinem Maul » — pour le chien) ainsi que les coupures de certains mots ont servi aux rimes et aux pieds allemands. Les traductions sont quasiment mot à mot ; presque rien n'a été enlevé ni déplacé.
Une traduction française de Cavanna publiée par L'École des loisirs sous le titre Crasse Tignasse a été mise en chansons par Un Drame Musical Instantané (cd Auvidis, coll. Zéro de conduite, 1993)

### Préface
| Texte original | Traduction |  |
| --- | --- |  |

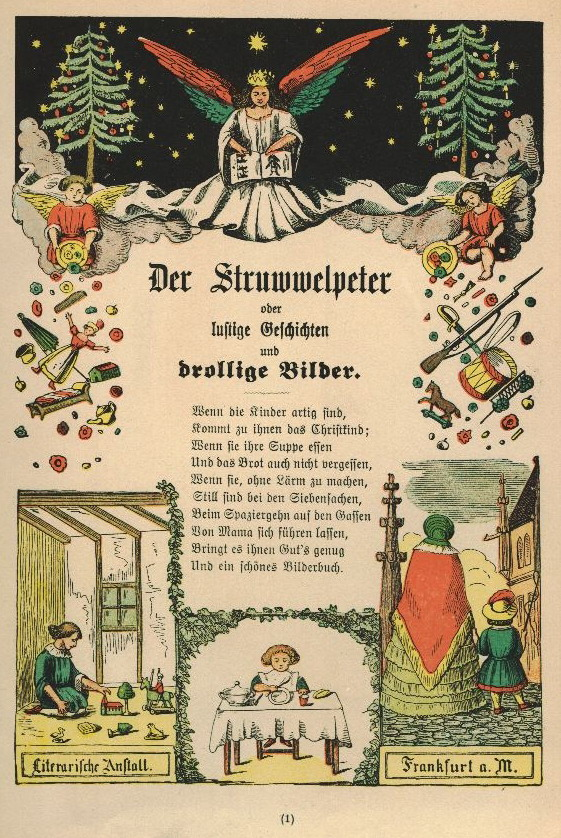
Préface

| Wenn die Kinder artig sind, Kommt zu ihnen das Christkind ; Wenn sie ihre Suppe essen Und das Brot auch nicht vergessen, Wenn sie, ohne Lärm zu machen, Still sind bei den Siebensachen, Beim Spaziergehen auf den Gassen, Von Mama sich führen lassen, Bringt es ihnen Gut’s genug Und ein schönes Bilderbuch. | Si les enfants font attention, Leur vient l’enfant-Christ ; S’ils mangent leur soupe Et le pain n’oublient non plus, S’ils, sans faire de bruit, Sont calmes aux sept choses, À la promenade dans les rues S'ils obéissent à leur maman Qu'ils leur apporte assez de bonheur Et un beau livre d’images. |  |

### Le Struwwelpeter (Der Struwwelpeter)

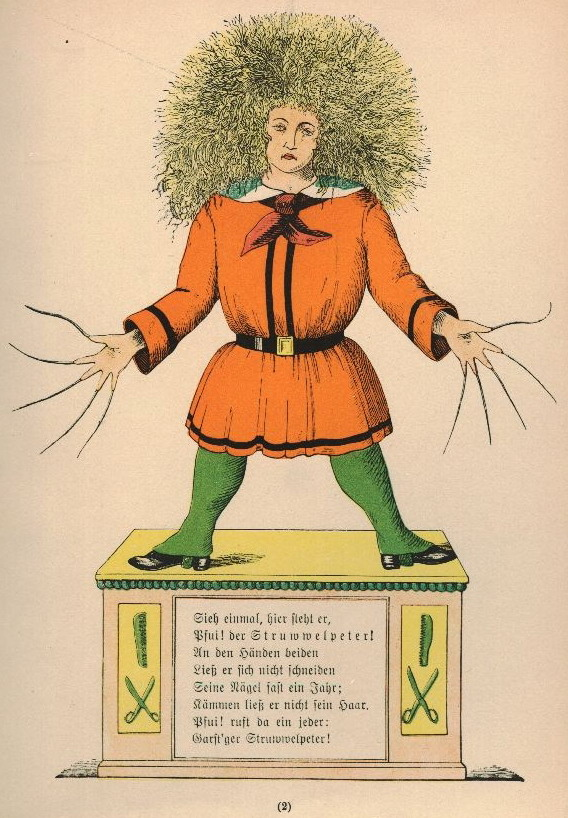
Der Struwwelpeter

| Texte original | Traduction |  |
| --- | --- |  |
| Sieh einmal, hier steht er, Pfui ! Der Struwwelpeter ! An den Händen beiden Ließ er sich nicht schneiden Seine Nägel fast ein Jahr ; Kämmen ließ er nicht sein Haar. Pfui ! ruft da ein jeder : Garst’ger Struwwelpeter ! | Vois une fois, il se tient là, Pouah ! Le Struwwelpeter ! Aux deux mains Il ne laissa pas couper Ses ongles presque un an ; Il n'a pas peigné ses cheveux. Pouah ! crie alors chacun : Vilain Schtruwwelpeter ! |  |

### L’histoire du méchant Friederich (Die Geschichte vom bösen Friederich)
| Texte original | Traduction |  |
| --- | --- |  |

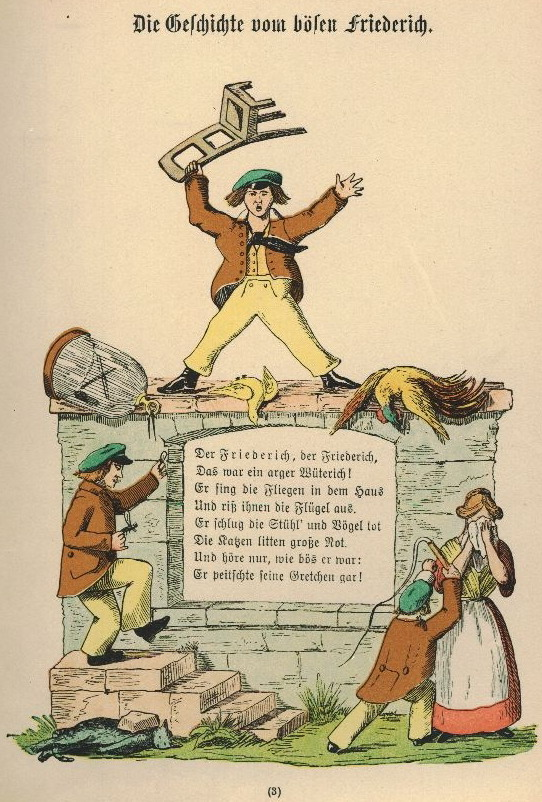
Die Geschichte vom bösen Friederich

| Der Friederich, Der friederich, Das war ein arger Wüterich ! Er fing die Fliegen in dem Haus Und riß ihnen die Flügel aus. Er schlug die Stül’ und Vögel tot, Die Katzen litten große not. Und höre nur, wie bös’ er war : Er peitschte seine Gretchen gar ! Am Brunnen stand ein großer Hund, Trank Wasser dort mit seinem Mund. Da mit der Peitsch’ herzu sich schlich Der bitterböse Friederich ; Und schlug den Hund, der heulte sehr, Und trat und schlug ihn immer mehr. Da biß der Hund ihn in das Bein, Recht tief bis in das Blut hinein. Der bitterböse Friederich, Der schrie und weinte bitterlich. Jedoch nach Hause lief der Hund Und trug die Peitsche in dem Mund. Ins Bett muß Friederich nun hinein, Litt vielen Schmerz an seinem Bein ; Und der Herr Doktor sitzt dabei Und gibt ihm bitt’re Arzenei. Der Hund an Friederichs Tischen saß, Wo er denn großen Kuchen aß ; Aß auch die gute Leberwurst, Und trank den Wein für seinen Durst. Die Peitsche hat er mitgebracht Und nimmt sie sorglich sehr in acht. | Le Friederich, le Friederich, C’était un nerveux colérique ! Il attrapait les mouches de la maison Et leur arrachait les ailes. Il frappait les chaises et les oiseaux à mort, Les chats souffraient en grand besoin. Et écoute [seulement] comme il était méchant : Il fouettait même sa nourrice ! À la fontaine se tenait un grand chien, Qui buvait de l’eau là-bas avec sa bouche. Alors il le fouetta L’amèrement méchant Friederich ; Et frappa le chien, Celui-ci hurla beaucoup, Et le rua et le frappa toujours plus. Alors le chien le mordit à la jambe Bien profond jusqu’au sang [dedans]. L’amèrement méchant Friederich, Celui-ci cria et pleura amèrement. Toutefois le chien courut à la maison Et porta le fouet dans sa bouche. Friefdrich doit aller au lit Il souffre beaucoup de douleur à sa jambe ; Et Monsieur le Docteur est assis là Et lui donne d’amers médicaments. Le chien à la petite table de Friederich s’assit, Où le grand gâteau il mangea, Mangea aussi la bonne saucisse de foie, Et but le vin pour sa soif. Le fouet il a emmené Et y prend soigneusement garde. |  |

### La très triste histoire avec le briquet (Die gar traurige Geschichte mit dem Feuerzeug)
| Texte original | Traduction |  |
| --- | --- |  |

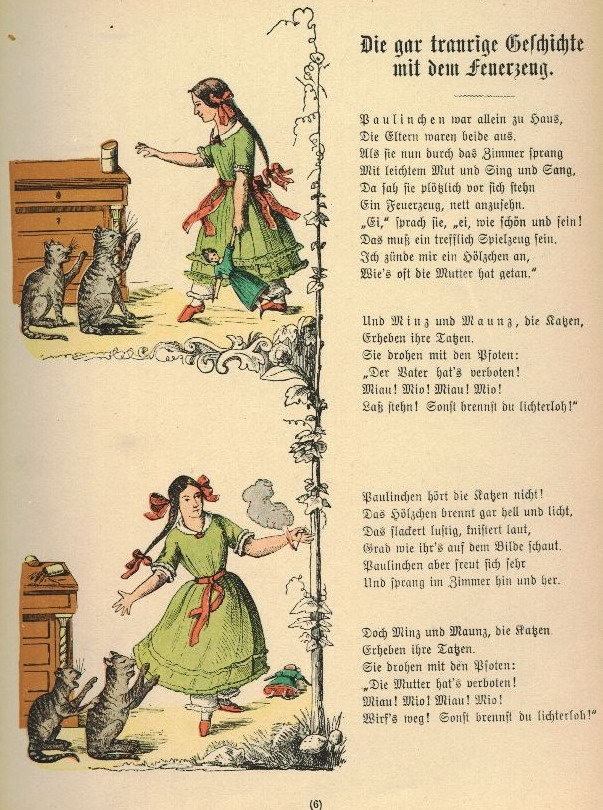
Die gar traurige Geschichte mit dem Feuerzeug

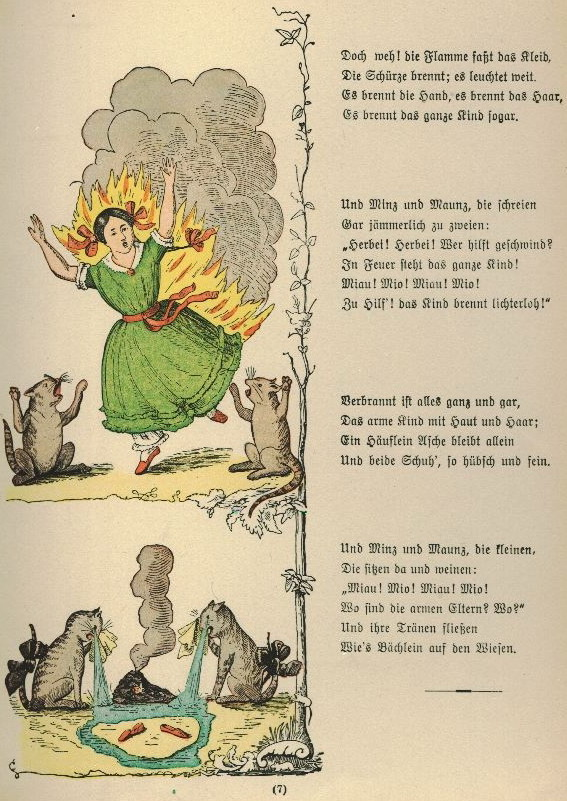
Die gar traurige Geschichte mit dem Feuerzeug

| Paulinchen war allein zu Haus, Die Eltern waren beide aus. Als sie nun durch das Zimmer sprang Mit leichtem Mut und sing und sang. Da sah sie plötzlich vor sich stehn Ein Feuerzeug, nett anzusehn. « Ei », sprach sie, « Ei, wie schön und fein ! Das muß ein trefflich Spilzeug sein. Ich zünde mir ein Hölzchen an, Wie’s oft die Mutter hat getan. » Und Minz und Maunz, die Katzen, Erheben ihre Tatzen. Sie drohen mit den Pfoten : « Der Vater hat’s verboten ! Miau ! Mio ! Miau ! Mio ! Laß stehn ! Sonst brennst du lichterloh ! » Paulinchen hört die Katzen nicht ! Das Hölzchen brennt gar hell und licht, Das flackert lustig, knistert laut, Grad wie ihr’s auf dem Bilde schaut. Paulinchen aber freut sich sehr Und sprang im Zimmer hin und her. » Doch Minz und Maunz, die Katzen, Erheben ihre Tatzen. Sie drohen mit den Pfoten : « Die Mutter hat’s verboten ! Miau ! Mio ! Miau ! Mio ! Wirf’s weg ! Sonst brennst du lichterloh ! » Doch weh ! Die Flamme faßt das Kleid, Die Schürze brennt ; es leuchtet weit. Es brennt die Hand, es brennt das Haar, Es brennt das ganze Kind sogar. Und Minz und Maunz, die schreien, Gar jämmerlich zu zweien : « Herbei ! Herbei ! Wer hilft geschwind ? In Feuer steht das ganze Kind ! Miau ! Mio ! Miau ! Mio ! Zu Hilf’ ! Das Kind brennt lichterloh ! » Verbrannt ist alles ganz und gar, Das arme Kind mit Haut und Haar ; Ein Häuflein Asche bleibt allein Und beide Schuh’, so hübsch und fein. Und Minz und Maunz, die kleinen, Die sitzen da und weinen : Miau ! Mio ! Miau ! Mio ! Wo sind die armen Eltern ? Wo ? Und ihre Tränen fließen Wie’s Bächlein auf den Wiesen. | Paulinette était seule à la maison, Les parents étaient tous deux sortis. Lorsqu’elle sautilla alors dans la chambre Avec légèreté et chantait et chanta. Alors vit-elle devant elle debout Un briquet joli à voir. « Oh », prononça-t-elle, « oh, si beau et gracieux ! Cela doit être un magnifique jouet, Je m’allume une brindille, Comme souvent la mère l’a fait. Et Minz et Maunz, les chats, Lèvent leurs griffes. Ils préviennent avec leurs pattes : « Le père l’a interdit ! » Miaou ! Mio ! Miaou ! Mio ! Laisse posé ! Sinon tu brûles de mille feux ! Paulinette n’entend pas les chats ! La brindille brûle toute claire et brillante, Ça clignote drôlement, craque fort, Exactement comme vous le regardez sur l’image. Paulinette pourtant se réjouit beaucoup Et sauta dans la chambre par-ci par-là. Pourtant Minz et Maunz, les chats, Lèvent leurs griffes. Ils préviennent avec leurs pattes : « La mère l’a interdit ! » Miaou ! Mio ! Miaou ! Mio ! Jette-le ! Sinon tu brûles de mille feux ! Mais aïe ! La flamme touche son habit, Le tablier brûle, ça brille loin Brûle la main, brûle le cheveu, Brûle même tout l’enfant. Et Minz et Maunz, ceux-ci crient Très plaintivement à deux « Par là ! Par là ! Qui aide sur-le-champ ? En feu se trouve tout l’enfant ! Miaou ! Mio ! Miaou ! Mio ! À l’aide ! l’enfant brûle de mille feux ! » (Qui aide sur-le-champ ? = Qui peut aider sur-le-champ ?) Brûlée est entièrement et tout La pauvre enfant avec peau et cheveu Un petit tas de cendres reste seul Et les deux souliers, si jolis et fins. Et Minz et Maunz, les petits, Ceux-ci sont assis ici et pleurent : Miaou ! Mio ! Miaou ! Mio ! Où sont les pauvres parents ? Où ? Et leurs larmes coulent Comme le petit ruisseau sur les prés. |  |

### L’histoire du garçon noir (Die Geschichte von den schwarzen Buben)
| Texte original | Traduction |  |
| --- | --- |  |

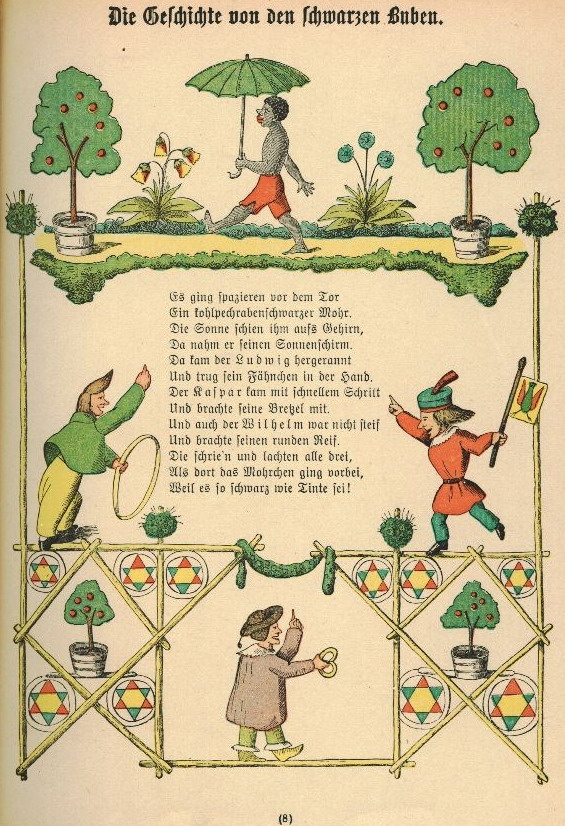
Die Geschichte von den schwarzen Buben

| Es ging spazieren vor dem Tor Ein kohlpechrabenschwarzer Mohr. Die Sonne schien ihm aufs Gehirn, Da nahm er seinem Sonnenschirm. Da kam der Ludwig hergerannt Und trug sein Fädchen in der Hand Der Kaspar kam mit schnellem Schritt Und brachte seine Bretzel mit. Und auch der Wilhelm war nicht steif Und brachte seinen runde Reif. Die schrie’n une lachten alle drei, Als dort das Mohrchen ging vorbei, Weil es so schwarz wie Tinte sei ! Da kam der große Nikolas Mit seinem großen Tintenfaß Der sparch : « Ihr Kinder hört mir zu Und laßt den Mohren hübsch in Ruh’ ! Was kann denn dieser Mohr dafür, Daß er so weiß nicht ist wie ihr ? Die Buben aber folgten nicht Und lachten ihm ins Angesicht Und lachten ärger als zuvor Über den armen schwarzen Mohr. Der Niklas wurde bös’ und wild, Du siehst es hier auf diesem Bild ! Et packte gleich die Buben fest, Bei Arm, beim Kopf, bei Rock und West’, Den Wilhelm und den Ludewig, Den Kaspar auch, der wehrte sich. Er tunkt sie in die Tinte tief, Wie auch der Kaspar : Feuer ! rief. Bis übern Kopf ins Tintenfaß Tunkt sie der große Nikolas. Die siehst sie hier, wie schwarz sie sind, Viel schwärzer als das Mohrenkind ! Der Mohr voraus im Sonnenschein, Die Tintenbuben hinterdrein ; Und hätten sie nicht so gelacht, Hätt’ Niklas sie nicht schwarz gemacht. | (Il) vint se promener devant le portail Un charbon-goudron-corbeau-noir Maure. Le soleil lui brillait sur le crâne, Alors il prit son parasol. Alors vint le Ludwig par-là courant Et porta son fanion dans la main Le Kaspar vint au rapide pas Et amena sa Bretzel. Et pas non plus le Wilhelm n’était raide Et amena son rond cerceau. Ceux-ci crièrent et rirent tous les trois, Lorsque là-bas le petit Maure passa, Parce qu’il était aussi noir que de l’encre. Alors vint le grand Nikolas Avec son grand tonneau d’encre. Celui-ci dit : « Vous enfants écoutez-moi Et laissez le Maure gentiment en paix Que peut donc ce Maure Qu’il ne soit pas si blanc comme vous ? » Mais les garçons ne suivaient pas Et lui riaient dans le visage Et riaient plus effrontément qu’avant Sur le pauvre Maure noir. Le Niklas devint méchant et furieux, Tu le vois là sur cette image ! Il empoigna tout de suite les garçons À bras, à tête, à jupe et veste, Le Wilhelm et le Ludewig, Le Kaspar aussi, celui-ci se débattit. Il les trempa dans l’encre profond, Bien que le Kaspar « Au feu » cria. Jusqu’au-dessus de la tête dans le tonneau d’encre Les trempa le grand Nikolas. Tu les vois là, comme noirs ils sont, Beaucoup plus noirs que l’enfant maure ! Le Maure en dehors de la lumière du soleil Les enfants encrés derrière Et n’auraient-ils pas ainsi ri, Niklas ne les aurait pas rendu noirs. Le prénom allemand "Ludwig" a donné les prénoms Ludovic, Louis et Clovis (Klodwig). |  |

### L’histoire du suceur de pouce (Die Geschichte vom Daumenlutscher)
| Texte original | Traduction |  |
| --- | --- |  |

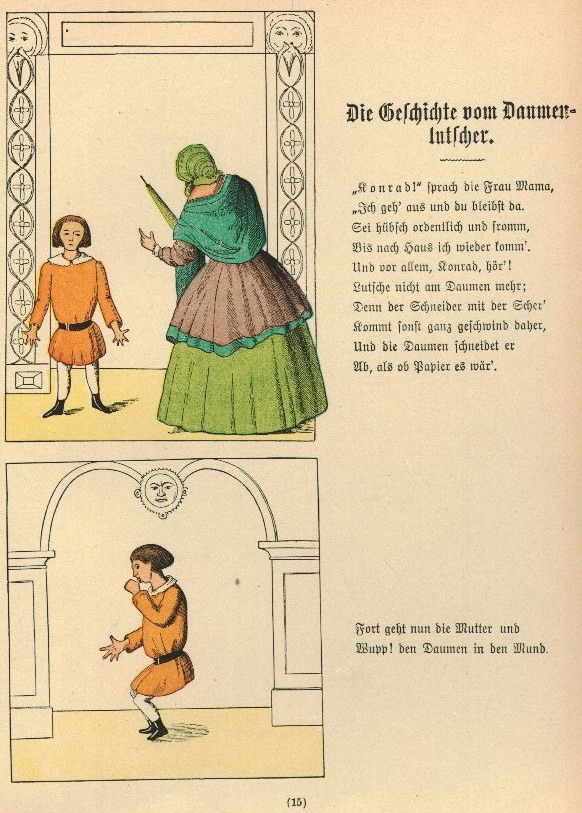
Die Geschichte vom Daumenlutscher

| « Konrad ! » sprach die Frau Mama, « Ich geh’ aus und du bleibst da. Sei hübsch ordentlich und fromm Bis nach Haus ich wieder komm. Und vor allem, Konrad, hör ! Lutsche nicht am Daumen mehr ; Denn der Schneider mit der Scher’ Kommt sonst ganz geschwind daher, Und die Daumen Schneidet er Ab, als ob Papier es wär. » Fort geht nun die Mutter und Wupp ! Den Daumen in dem Mund. Bauz ! Da geht die Türe auf, Und herein im schnellem Lauf Springt der Schneider in die Stub' Zu dem Daumen-lutscher-Bub. Weh ! Jetzt geht es klipp und klapp Mit der Scher’ die Daumen ab, Mit der großen scharfen Scher’ ! Hei ! Da schriet der Konrad sehr. Als die mutter kommt nach Haus, Sieht der Konrad traurig aus. Ohne Daumen steht er dort, Die sind alle beide fort. | « Konrad ! » parla la Dame Maman, « Je sors et tu restes là. Sois bien ordonné et pieux Jusqu’à la maison je revienne. Et surtout, Konrad, écoute ! Ne suce au pouce plus ; Car le tailleur avec les ciseaux Vient sinon très vite ici, Et te coupe les pouces Comme si du papier c’était. » Part alors la mère et Hop ! Le pouce dans la bouche. Vlan ! À ce moment s’ouvre la porte Et dedans à la rapide marche Saute le tailleur dans la pièce Chez le garçon suceur de pouce. Malheur ! Maintenant ça fait klipp et klapp Avec les ciseaux les pouces partent Avec les gros coupants ciseaux ! Aïe ! Là crie le Konrad beaucoup. Lorsque la mère vient à la maison, Regarde le Konrad tristement. Sans pouces il se tient là-bas, Ceux-ci sont tous deux partis. |  |

### L’histoire du Kaspar-à-la-soupe (Die Geschichte vom Suppen-Kaspar)
| Texte original | Traduction |  |
| --- | --- |  |

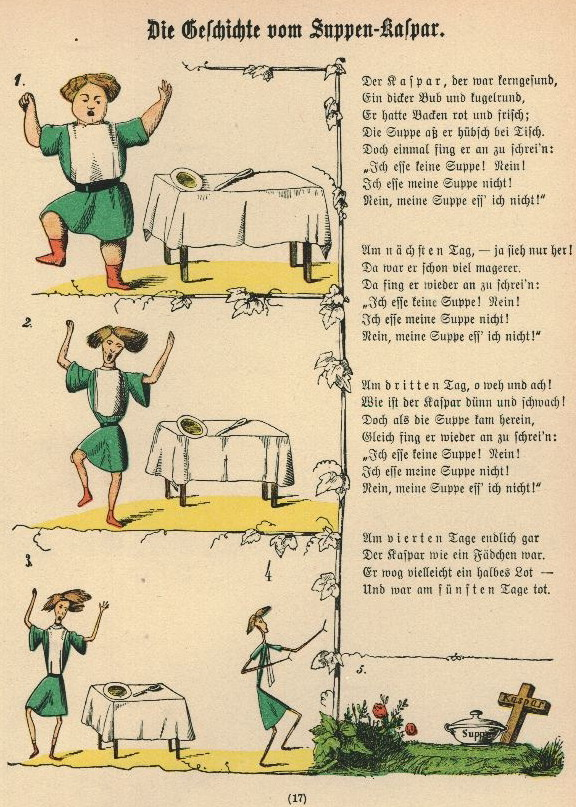
Die Geschichte vom Suppen-Kaspar

| Der Kaspar, der war kerngesund, Ein dicker Bub und kugelrund. Er hatte Backen, rot und frisch ; Die Suppe aß er hübsch bei Tisch. Doch einmal fing er an zu schrei’n : « Ich esse keine Suppe ! Nein ! Ich esse meine Suppe nicht ! Nein, meine Suppe ess’ ich nicht ! » Am nächsten Tag - ja sieh nur her ! Da war er schon viel magerer. Da fing er wieder an zu schreii’n : « Ich esse keine Suppe ! Nein ! Ich esse meine Suppe nicht ! Nein, meine Suppe ess’ ich nicht ! » Am dritten Tag, o weh und ach ! Wie ist der Kaspar dünn und schwach ! Doch als die Suppe kam herein, Gleich fing er wieder an zu schrei’n : « Ich esse keine Suppe ! Nein ! Ich esse meine Suppe nicht ! Nein, meine Suppe ess’ ich nicht ! » Am vierten Tag endlich gar Der Kaspar wie ein Fädchen war. Er wog vielleicht ein halbes Lot – Und war am fünften Tage tot. | Le Kaspar était en pleine santé Un gros garçon bien joufflu. Il avait des joues rouges et fraîches ; il mangeait gentiment la soupe à table. Pourtant une fois il commença à crier : « Je ne mange pas de soupe ! Non ! Je ne mange pas ma soupe ! Non, ma soupe je ne mange pas ! » Au jour suivant, regarde donc ! Là il était déjà bien plus mince Alors il recommença à crier : « Je ne mange pas de soupe ! Non ! Je ne mange pas ma soupe ! Non, ma soupe je ne mange pas ! » Au troisième jour, ô malheur et drame ! Comme le Kaspar était maigre et faible ! Pourtant lorsque la soupe arriva, Tout de suite il recommença à crier : « Je ne mange pas de soupe ! Non ! Je ne mange pas ma soupe ! Non, ma soupe je ne mange pas ! » Au quatrième jour enfin tout Le Kaspar était comme un petit fil Il pesait peut-être pas plus d'une demi-lot – Et au cinquième jour, il est mort. Un lot équivaut à 15 g (le nouveau lot à 25 g), donc un demi-lot équivaut à 7,5 g |  |

### Galerie

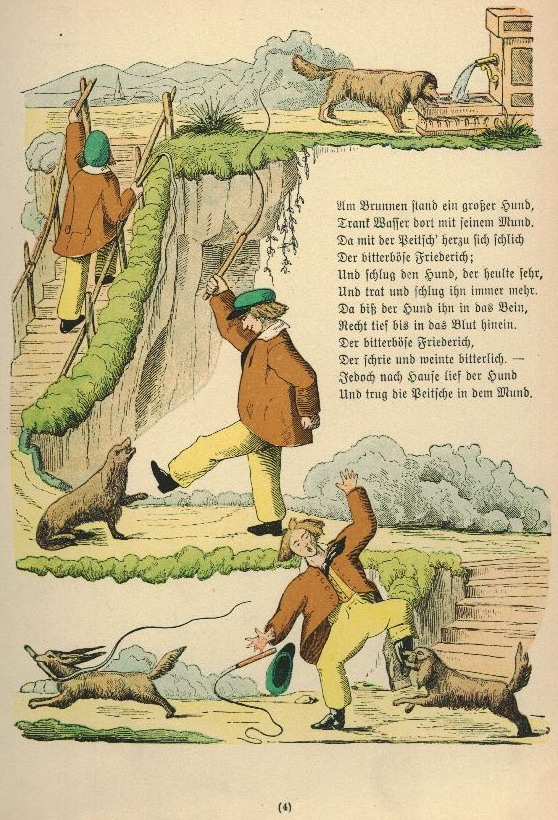
Die Geschichte vom bösen Friederich
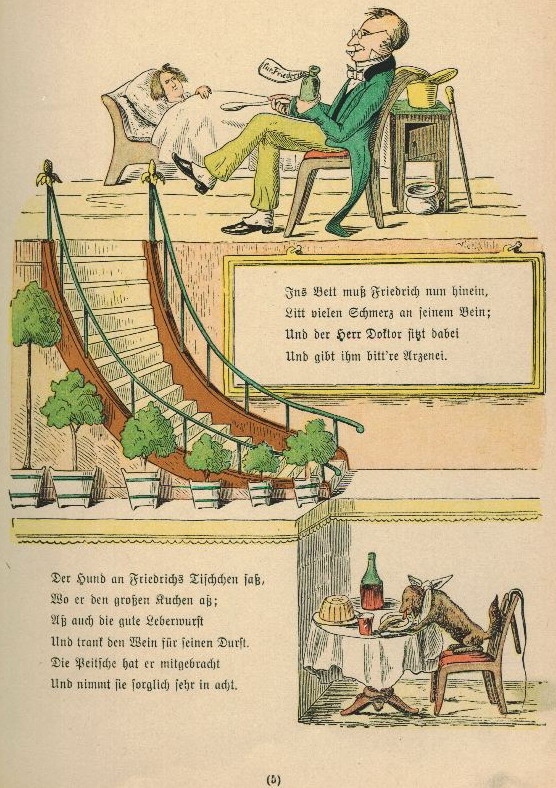
Die Geschichte vom bösen Friederich
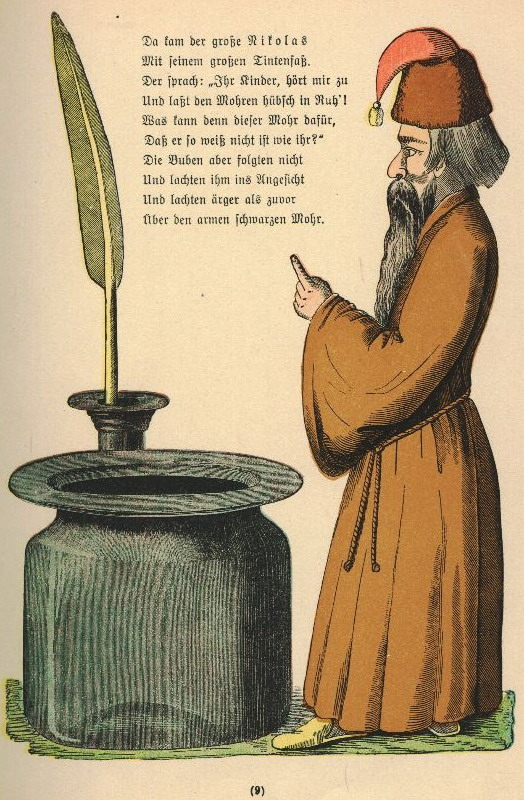
Die Geschichte von den schwarzen Buben
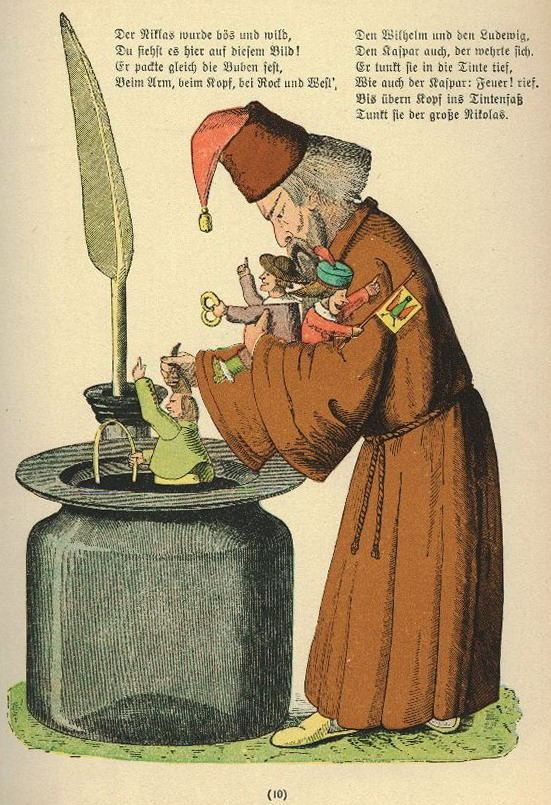
Die Geschichte von den schwarzen Buben
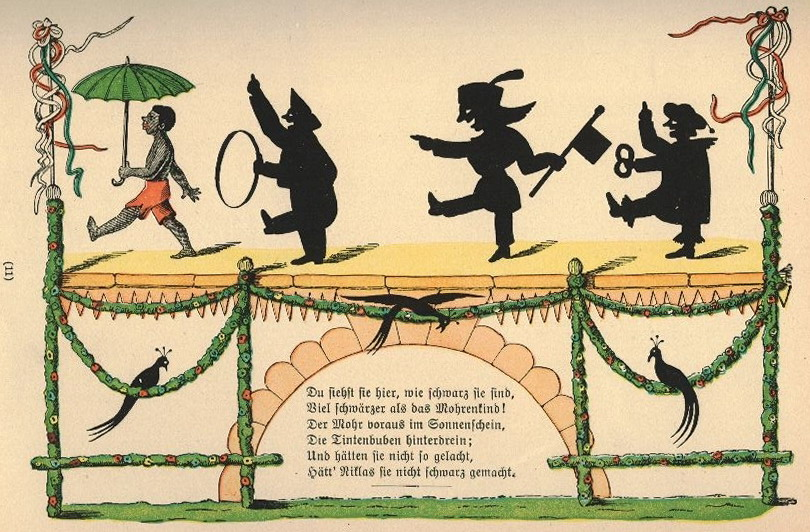
Die Geschichte von den schwarzen Buben
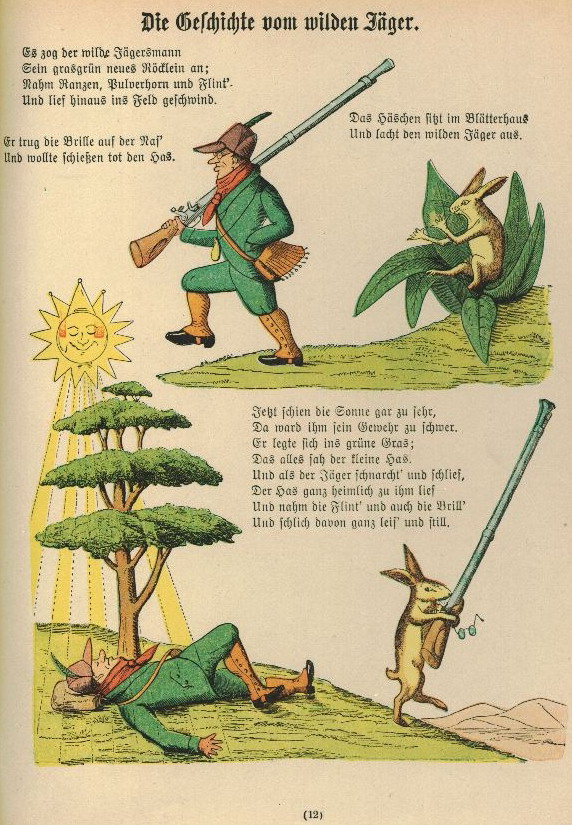
Die Geschichte vom wilden Jäger
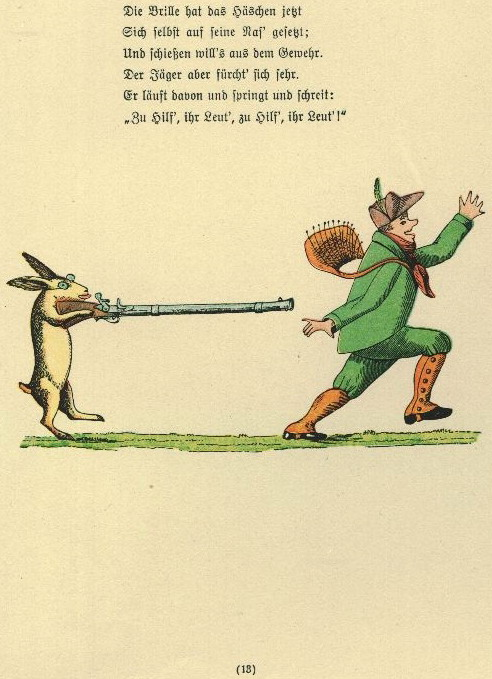
Die Geschichte vom wilden Jäger
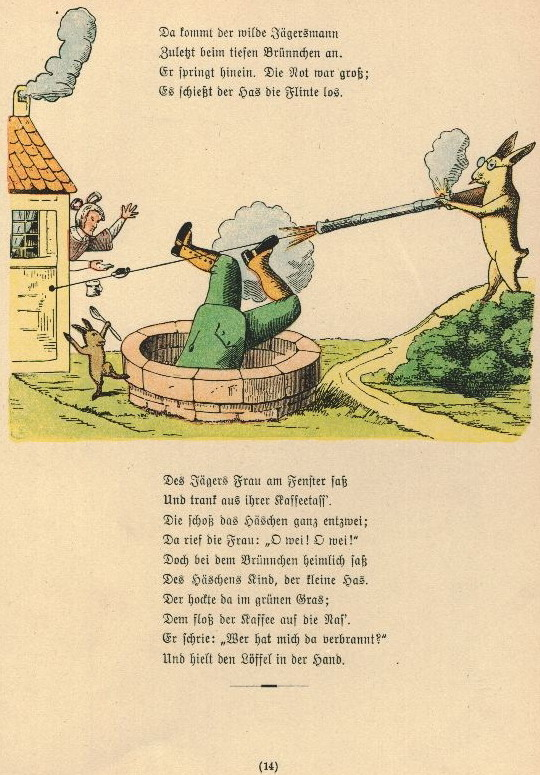
Die Geschichte vom wilden Jäger
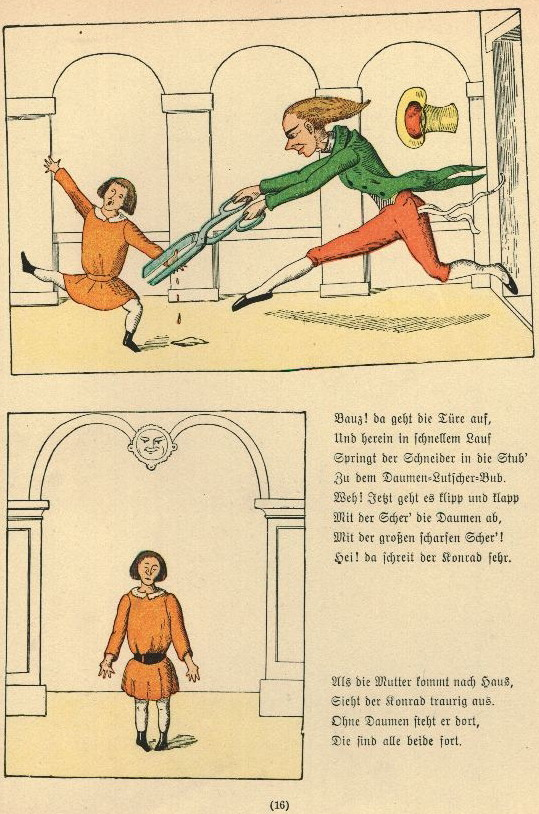
Die Geschichte vom Daumenlutscher
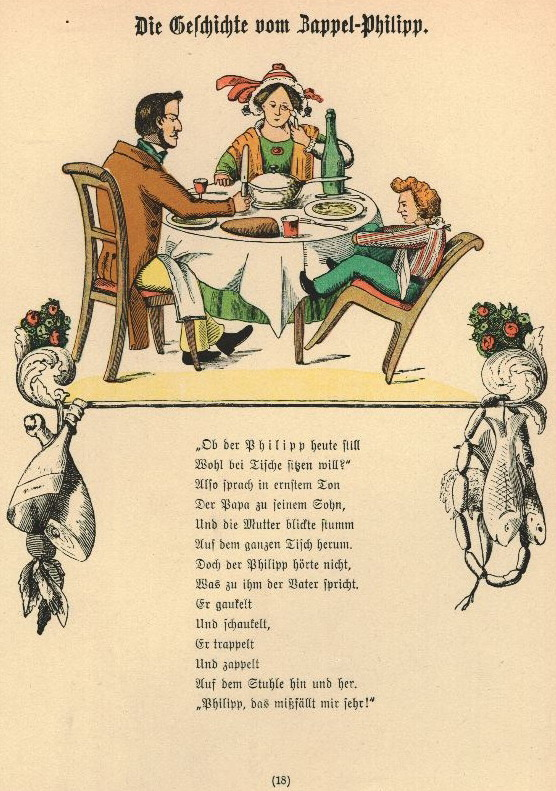
Die Geschichte vom Zappel-Philipp
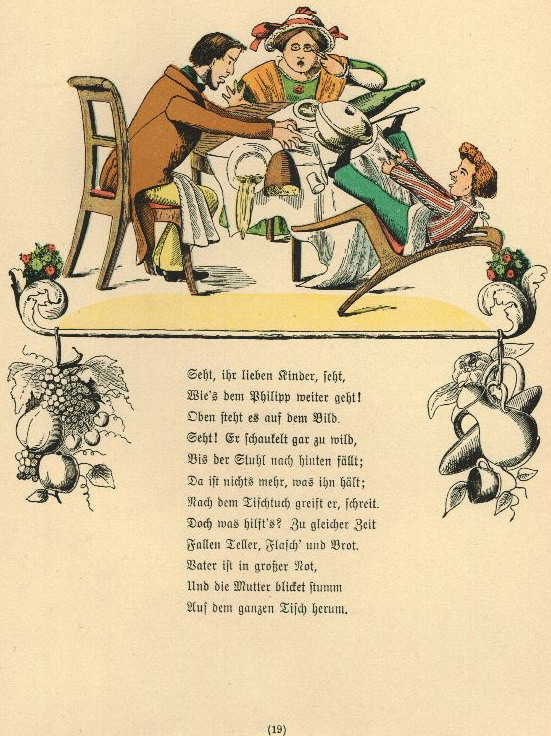
Die Geschichte vom Zappel-Philipp
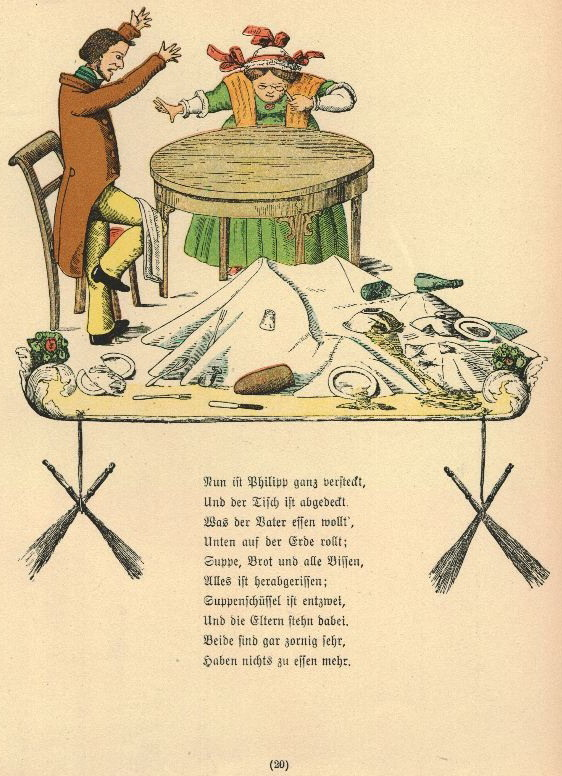
Die Geschichte vom Zappel-Philipp
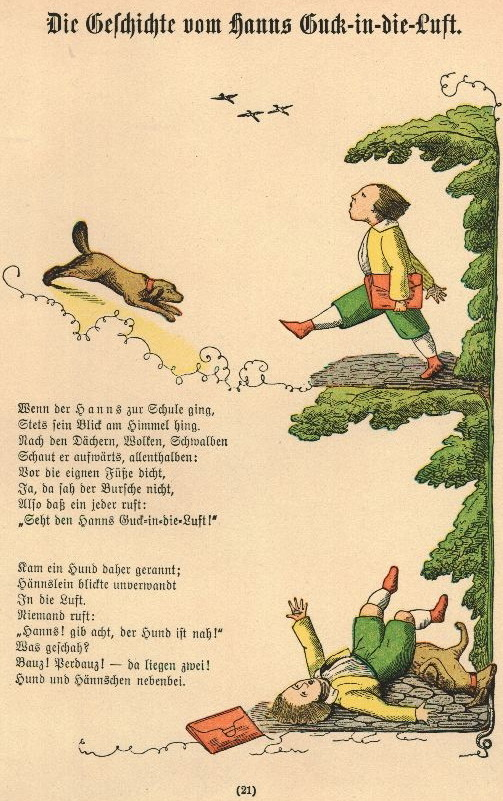
Die Geschichte vom Hanns Guck-in-die-Luft
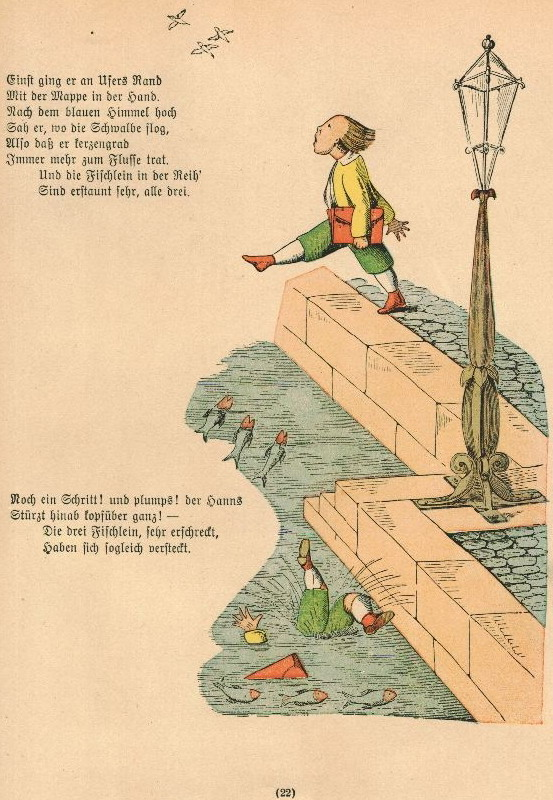
Die Geschichte vom Hanns Guck-in-die-Luft
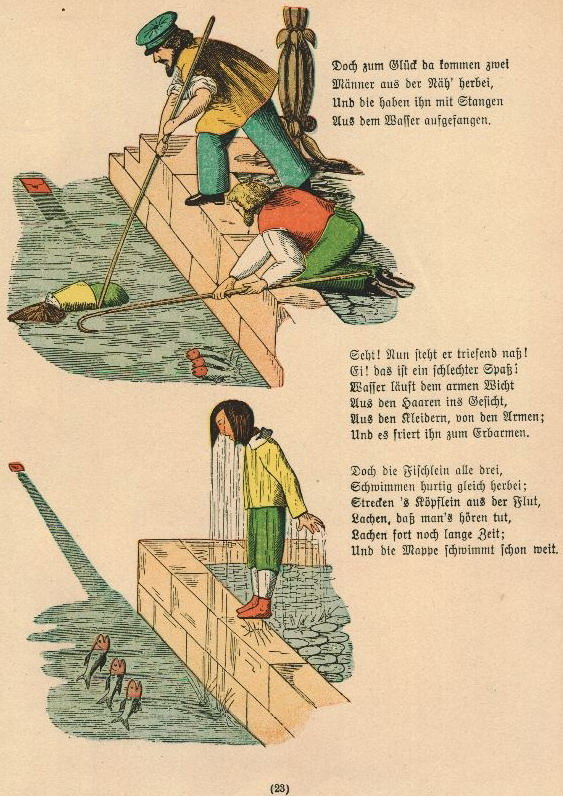
Die Geschichte vom Hanns Guck-in-die-Luft
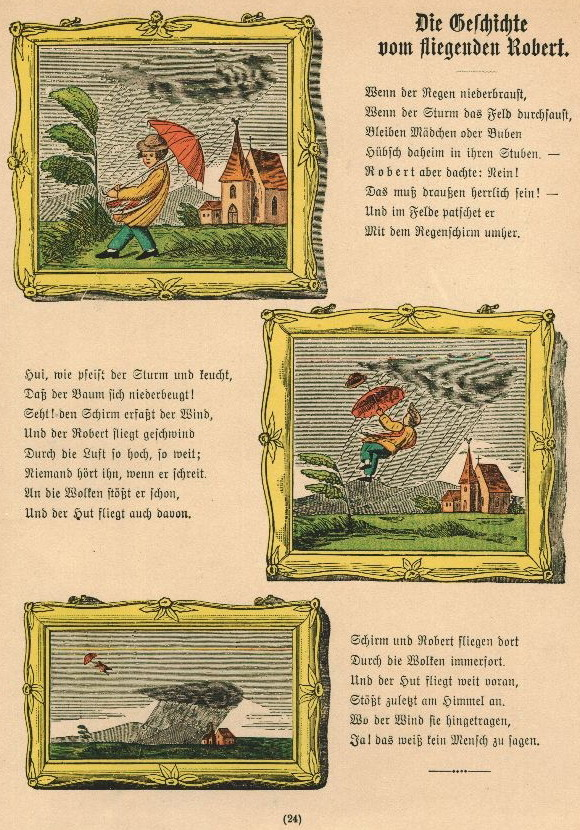
Die Geschichte vom fliegenden Robert
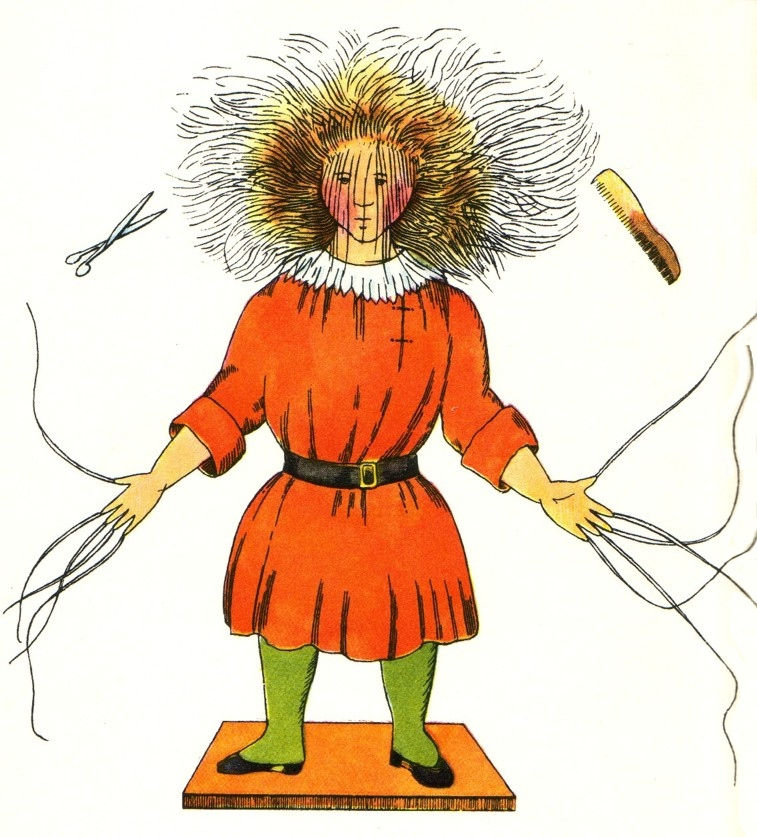
Der Struwwelpeter, esquisse de H. Hoffmann

## Adaptations

### Bande dessinée
- Crasse-Tignasse, adaptation de François Cavanna, L'école des loisirs, 1979,  (ISBN 9782211061223)

### Théâtre
- Crasse-Tignasse, spectacle au Théâtre du Tilleul, 1983.